# Passage de Flandre
Le passage de Flandre est une voie du quartier de la Villette, dans le 19e arrondissement de Paris. 

## Situation et accès
Elle parcourt 122 mètres entre l'avenue de Flandre au nord, et le quai de la Seine au sud, où elle est prolongée par la passerelle de la Moselle pour franchir le bassin de la Villette.

## Origine du nom

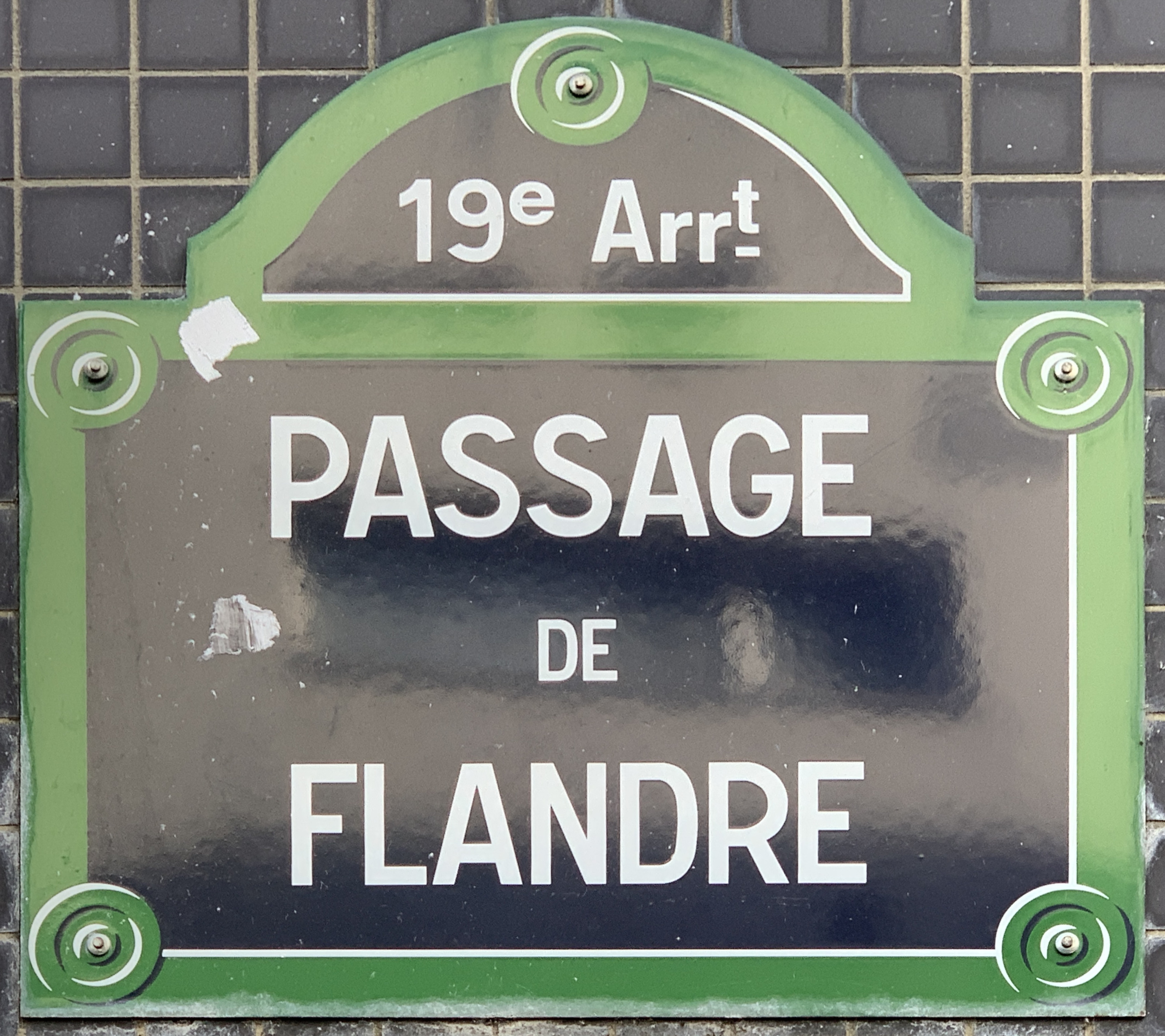
Plaque du passage.

Elle porte ce nom en raison du voisinage de l'avenue de Flandre.

## Historique
Le « passage de la Villette », qui donne sur la « rue de Flandre », est renommé « passage de Flandre », le 1er février 1877, par un décret du préfet du département de la Seine, Ferdinand Duval. Ce décret concerne également de nombreuses voies, publiques et privées, qui sont sources de confusions lors de la distribution du courrier.
Lorsque les abords du bassin de la Villette ont été réaménagés dans les années 1980, Yves Lion a construit des ateliers d'artistes sur le côté pair de cette voie,.